# Adriana Mater
Adriana Mater är en opera med musik av den finländska kompositören Kaija Saariaho och libretto på franska av Amin Maalouf. 

## Historia
Verket var en beställning från Parisoperan och Finlands nationalopera. Den hade premiär på Opéra Bastille den 3 april 2006 i en uppsättning regisserad av Peter Sellars. Uppsättningen var tillägnad Gerard Mortier, Parisoperans artistiske chef.
Operan finska premiär ägde rum den 23 februari 2008 i Helsingfors. I Storbritannien hade den en konsertant premiär den 24 april 2008 och den amerikanska premiären var på Santa Fe Opera den 26 juli 2008 med sångarna Monica Groop och Pia Freund som repriserade sina roller från den finska premiären.
Saariaho använde sig delvis av minnen från sin egen graviditet som inspiration till operan.  Maalouf hade hjälpt av sina minnen som krigskorrespondent och sin kunskap om samtida politiska och religiösa konflikter såsom teman i operan.

## Personer
| Roller                 | Stämma      | Urpremiärbesättning i Paris, 7 april 2006, (Dirigent: Esa-Pekka Salonen) | Finsk premiärbesättning, 23 februari 2008, (Dirigent: Ernest Martínez Izquierdo) | Amerikansk premiärbesättning, 26 juli 2008, (Dirigent: Ernest Martínez Izquierdo) |
| ---------------------- | ----------- | ------------------------------------------------------------------------ | -------------------------------------------------------------------------------- | --------------------------------------------------------------------------------- |
| Adriana                | Mezzosopran | Patricia Bardon                                                          | Monica Groop                                                                     | Monica Groop                                                                      |
| Refka, Adrianas syster | Sopran      | Solveig Kringelborn                                                      | Pia Freund                                                                       | Pia Freund                                                                        |
| Yonas, Adrianas son    | Tenor       | Gordon Gietz                                                             | Tuomas Katajala                                                                  | Joseph Kaiser                                                                     |
| Tsargo                 | Basbaryton  | Stephen Milling                                                          | Jyrki Korhonen                                                                   | Matthew Best                                                                      |
| Kör                    |             |                                                                          |                                                                                  |                                                                                   |

## Handling
Operan utspelas i nutid i en orolig zon i ett okänt land. Historien rör sig om moderskap. Adriana, hennes son Yonas och hennes syster Refka befinner sig mitt i ett inbördeskrig. För många år sedan våldtog soldaten Tsargo från deras by den unga Adriana, och Yonas föddes trots Refkas försök att förhindra systerns havandeskap. Adriana betraktar ängsligt Yonas då han växer upp och undrar om han kommer bli våldsam som sin fader eller mild som sin moder.